# Sainte-Sabine, Côte-d'Or
Sainte-Sabine är en kommun i departementet Côte-d'Or i regionen Bourgogne-Franche-Comté i östra Frankrike. Kommunen ligger i kantonen Pouilly-en-Auxois som tillhör arrondissementet Beaune. År 2022 hade Sainte-Sabine 172 invånare.

## Befolkningsutveckling
Antalet invånare i kommunen Sainte-Sabine
Referens:INSEE